# Limnobium
A Limnobium az egyszikűek (Liliopsida) osztály hídőrvirágúak (Alismatales) rendjének békatutajfélék (Hydrocharitaceae) családjába tartozó, trópusi édesvizekben elterjedt nemzetség.

## Fajok

### Limnobium laevigatum (Amazonasi békatutaj)
(Humb. & Bonpl. ex Willd.) Heine – Mexikó, Közép- és Dél-Amerika, Karibi-térség

### Limnobium spongia
(Bosc) Steud. – USA (Alsó Mississippi völgye, délkeleti partvidék Texastól Delaware-ig, esetenként máshol foltokban)
Magyarországon kevéssé ismert akváriumi növény, sokban hasonlít a már többek által ismert kagylótutajra (Pistia stratoites). Mocsaras területeken él eredeti élőhelyén. Levelei húsosak és kissé felfújtak, melyekben levegőt tárol, ennek következtében úszik a vízen. Gyökerei hosszúak törékenyek, fehérek. A sűrű gyökerek megfelelő búvóhelyet biztosíthatnak halivadékok számára. Akváriumi tartása kissé nehézkes, a szállítást nehezen viseli. Szaporítása a sarjak leválasztásával történik. Tartásáról annyit érdemes tudni, hogy nem szereti a mozgó vizet, mert a mozgó vízben a gyökerek nem tudnak elegendő tápanyaghoz jutni, és egy idő után a növény fejlődése leáll, majd elpusztul. Ezért a vízben oldódó tápoldatokat igényli. Havonta egyszer célszerű tápoldatozni, valamint a részleges vízcsere után, kis mértékben. A sarjakat akkor célszerű leválasztani, amikor már legalább 4 levelet növesztettek, valamint elegendő és erős gyökerekkel rendelkeznek. Csak el kell vágni az indát, és azután hagyni egyedül fejlődni a kis növényt. A meleg vizet nem kedveli, inkább a közepesen hideg és hideg vizeket szereti.